# Capistrello

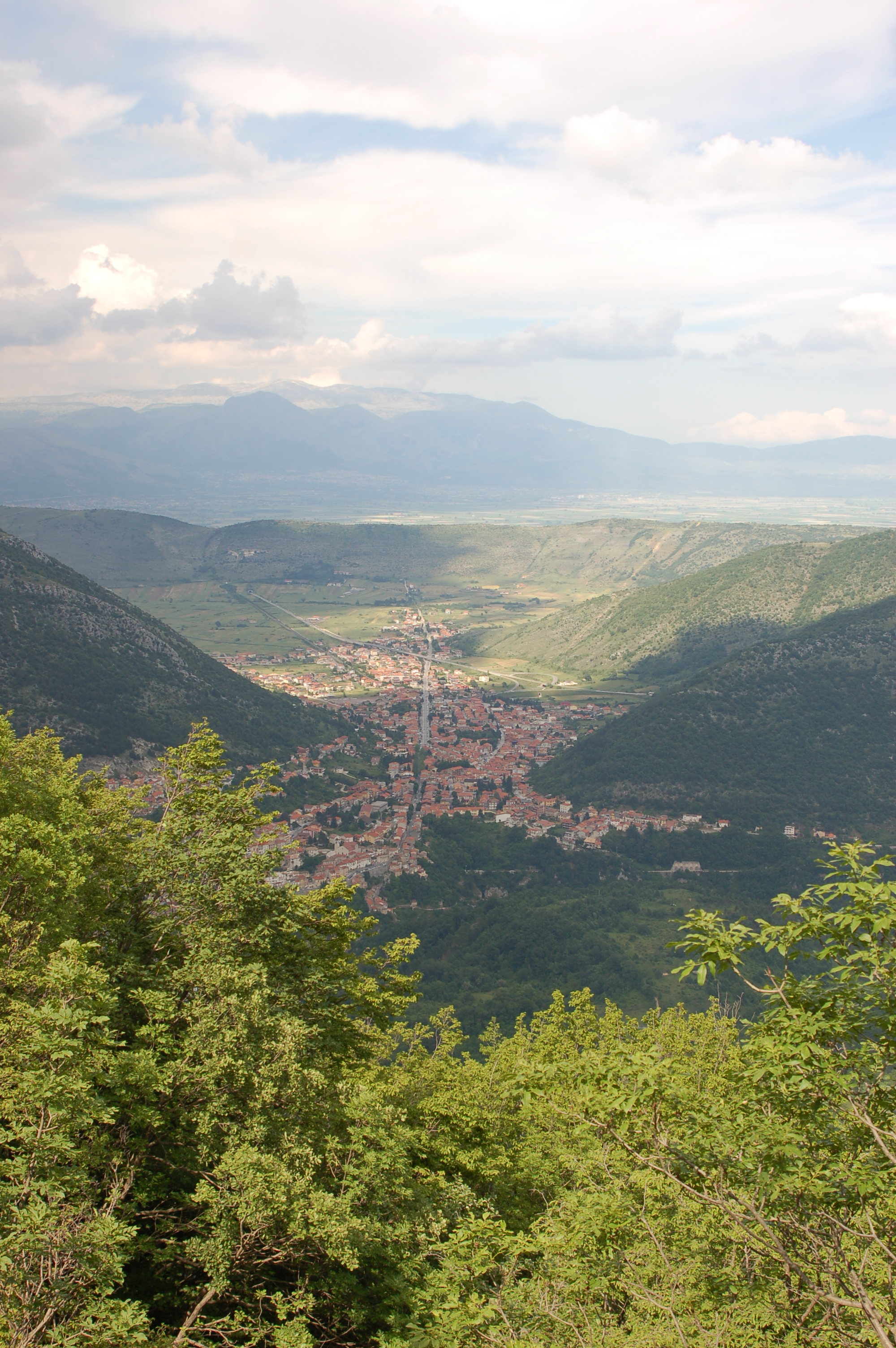
Capistrello

Capistrello ist eine italienische Gemeinde (comune) mit 4730 Einwohnern (Stand 31. Dezember 2023) in der Provinz L’Aquila in den Abruzzen. Die Gemeinde liegt etwa 38,5 Kilometer südlich von L’Aquila und grenzt unmittelbar an die Provinz Frosinone. Capistrello ist Teil der Comunità montana Valle Roveto.

## Verkehr
Capistrello liegt an der Strada statale 690 Avezzano-Sora, einer Schnellstraße. Ferner führten die frühere Strada Statale 82 della Valle del Liri und die frühere Strada Statale 579 Palentina (beides heute Regionalstraßen) durch die Gemeinde.  
Die Bahnstrecke von Avezzano nach Roccasecca wurde von 1884 bis 1902 errichtet. Bahnhöfe befinden sich in den Ortsteilen Capistrello, Cupone und Pescocanale.

## Geschichte
Am 4. Juni 1944 exekutierten die deutschen Besatzer und italienischen Faschisten dort 33 Zivilisten (auf Italienisch genannt Eccidio di Capistrello).

## Persönlichkeiten
- Vincenzo Meco (* 1940), Radrennfahrer

## Sehenswürdigkeiten
- Claudiustunnel